# Klaus Reisch

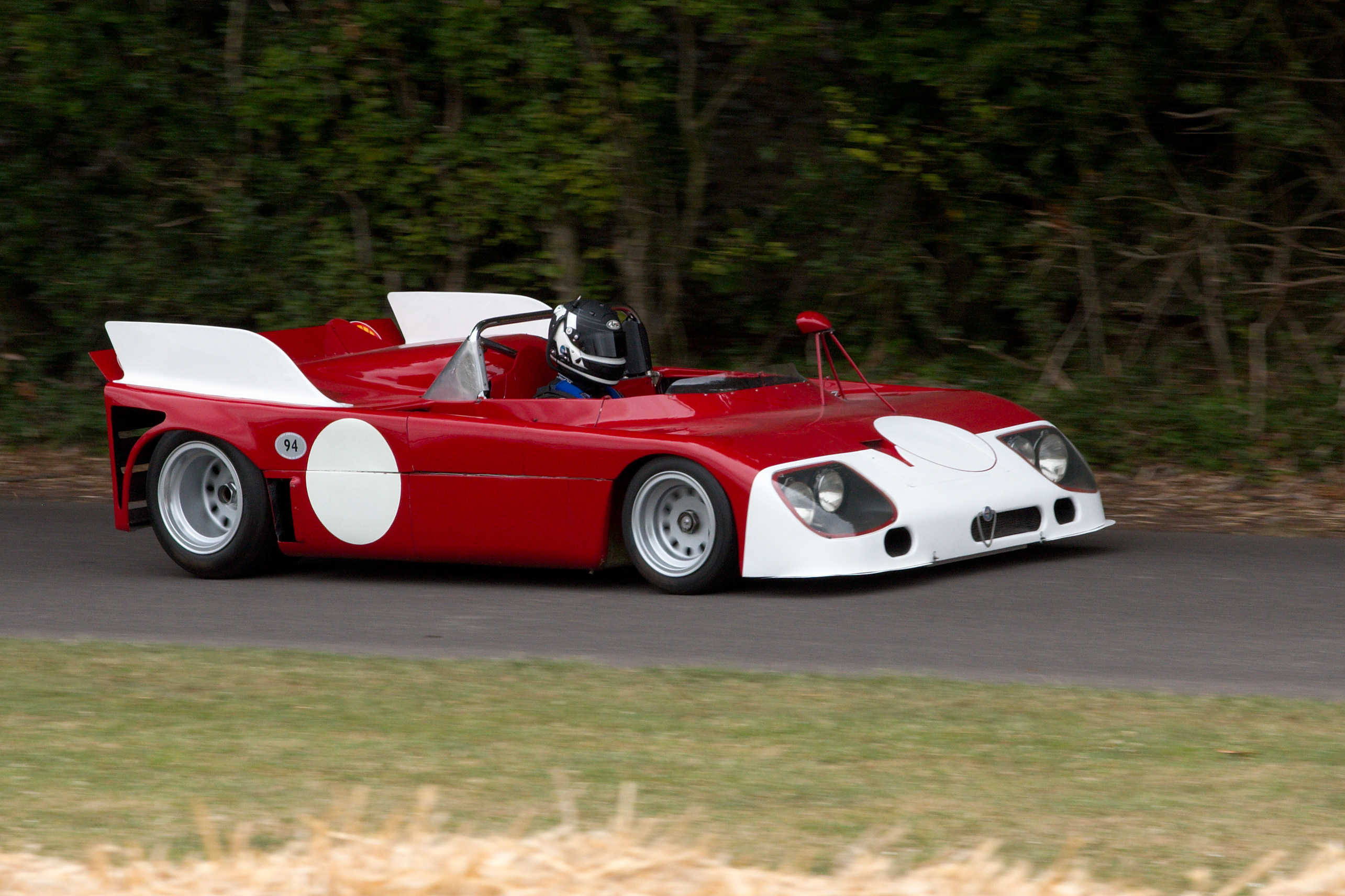
Auf einem Alfa Romeo T33/3 verunglückte Klaus Reisch beim 500-km-Rennen von Imola 1971 tödlich

Klaus Reisch (* 23. Dezember 1941 in Kufstein; † 12. September 1971 in Imola) war ein österreichischer Autorennfahrer.

## Karriere als Rennfahrer
Klaus Reisch war nach seiner Schulzeit in der Automobilbranche tätig und leitete als Geschäftsführer eine Alfa-Romeo-Vertretung in Innsbruck. In seiner Jugend war er als Bobfahrer aktiv und wechselte 1965 in den Motorsport. Auf einem MGB startete er bei Bergrennen und in der österreichischen Rallye-Meisterschaft.
1968 gewann er auf einem Alfa Romeo GTA die österreichische Tourenwagen-Meisterschaft. Dabei lieferte er sich einen saisonlangen Zweikampf mit Karl Wendlinger senior, dem Vater des späteren Formel-1-Piloten Karl Wendlinger. Reisch hatte gute Kontakte zur Motorsportabteilung von Alfa Romeo und bestritt aufgrund seiner guten Leistungen einige Rennen der Tourenwagen-Europameisterschaft für das italienische Team. Beim Großen Preis von Wien 1968 auf dem Flughafen Aspern erreichte er im Alfa Romeo 1600 GTA den sechsten Rang.
1969 erwarb er einen Alfa Romeo T33/2, mit dem er 1970 die österreichische Bergmeisterschaft gewann. 1971 tauschte er den Wagen gegen einen T33/3, mit dem er den Coupes de Vitesse auf dem Autodrome de Linas-Montlhéry gewann. Mit dem Alfa Romeo startete er im September beim 500-km-Rennen von Imola 1971, einem Rennen der Interserie dieses Jahres. Bei schlechten Wetterbedingungen verunfallte Reisch im Rennen zweimal. In der 14. Runde des ersten Wertungslaufs hatte er mit dem Tipo 33/3 leicht eine Leitschiene touchiert. Reisch gurtete sich los, um den Schaden zu besichtigen, wurde von Streckenposten angeschoben und fuhr daraufhin abgeschnallt weiter. In der 21. Runde verunglückte er tödlich. Bei strömenden Regen verlor er auf der Start-und-Ziel-Geraden die Herrschaft über den Wagen, der mit Heck voran in einen Erdwall prallte und sofort in Flammen aufging. Obwohl er schnell aus dem Wrack geborgen werden konnte und die beiden Rennärzte Giuseppe Piana und Claudio Costa rasch erste Hilfe leisteten, starb Reisch wenig später in einem Krankenhaus an seinen schweren Kopfverletzungen.

## Statistik

### Einzelergebnisse in der Sportwagen-Weltmeisterschaft
| Saison | Team          | Rennwagen         | 1   | 2   | 3   | 4   | 5   | 6   | 7   | 8   | 9   | 10  | 11  |
| ------ | ------------- | ----------------- | --- | --- | --- | --- | --- | --- | --- | --- | --- | --- | --- |
| 1971   | Hubert Ascher | Alfa Romeo TT33/3 | BUA | DAY | SEB | BRH | MON | SPA | TAR | NÜR | LEM | ZEL | WAT |
| 1971   | Hubert Ascher | Alfa Romeo TT33/3 |     |     |     |     |     |     | DNF |     |     |     |     |